# To Palio Mou Palto
To Palio Mou Palto är ett av den grekiska artisten Christos Dantis musikalbum. Albumet släpptes år 1999.

## Låtlista
1. Kommatia
2. Ti Zoi Mou Kaio
3. To Palio Mou Palto
4. Liada
5. Zo
6. Xriso Klouvi
7. Kamia Fora
8. Kegete Tou Kosmou O Ouranos
9. Arhigos
10. Ego Ki O Xronos
11. Ta Trapouloharta
12. H Alithia Menei